# Vương Ích
Vương Ích (chữ Hán phồn thể:王益區, chữ Hán giản thể: 王益区) là một quận của địa cấp thị Đồng Xuyên, Thiểm Tây, Trung Quốc. Quận này có diện tích 162,2 km2, dân số năm 2002 là 210.000 người. Quận Vương Ích được chia thành 4 nhai đạo, 1 trấn và 2 hương. 
- Nhai đạo: Hồng Kỳ, Đào Viên, Thất Nhất Lộ, Thanh Niên.
- Trấn: Hoàng Bảo.
- Hương: Vương Ích, Vương Gia Hà.